# Seleção Argentina de Polo
A Seleção Argentina de Polo é a seleção nacional de polo da Argentina. É administrada pela Associação Argentina de Polo (CBP) e representa o Argentina nas competições internacionais de polo.
É a seleção nacional mais bem-sucedida na história do Campeonato Mundial de Polo, tendo conquistado o título em 5 ocasiões: 1987, 1992, 1998, 2011 e 2017.

## Títulos

### Olimpíadas
O polo foi introduzido nos Jogos Olímpicos na edição de Paris 1900. Com participações intercaladas em outras três Olimpíadas, o polo foi removido do programa olímpico após os Jogos de Berlim 1936.
A seleção argentina, teve duas participações olímpicas, em 1924 e 1936, em ambas conquistou a medalha de ouro.
| Edição      | Classificação |
| Paris 1924  | 1             |
| Berlim 1936 | 1             |
| ----------- | ------------- |

### Jogos Pan-Americano
O polo esteve presente apenas na primeira edição dos Jogos Pan-Americanos, Buenos Aires 1951, no qual 4 seleção disputavam um grupo. Na competição a seleção argentina, que era a anfitriã, terminou em primeiro lugar no grupo, conquistando a primeira e única medalha de ouro do evento.

### Campeonato Mundial
Os Campeonatos do Mundo de Polo não tiveram presença argentina em apenas um evento final, em 2008, nos demais eventos em que se fez presente, a Argentina conquistou 5 títulos, 1 vice-campeonato e dois terceiros lugares.
| Ano  | Sede             | Classificação     |
| ---- | ---------------- | ----------------- |
| 1987 | Buenos Aires     | 1                 |
| 1989 | Berlim           | 3                 |
| 1992 | Santiago         | 1                 |
| 1995 | São Maurício     | 2                 |
| 1998 | Santa Barbara    | 1                 |
| 2001 | Melbourne        | 3                 |
| 2004 | Chantilly        | 1ª ronda          |
| 2008 | Cidade do México | Não se qualificou |
| 2011 | Estancia Grande  | 1                 |
| 2015 | Santiago         | 1ª ronda          |
| 2017 | Sydney           | 1                 |
| 2022 | Wellington       | 4º lugar          |

### Copa do Mundo de Polo de Neve em FIP
A Argentina ganhou 3 medalhas na Copa do Mundo de Polo em Neve da FIP, sendo a terceira melhor nação do evento atrás apenas da seleção de Hong Kong e da seleção inglesa.
| Ano  | Sede    | Classificação       |
| ---- | ------- | ------------------- |
| 2012 | Tianjin | 4º lugar            |
| 2013 | Tianjin | 2                   |
| 2014 | Tianjin | Não esteve presente |
| 2015 | Tianjin | 3                   |
| 2016 | Tianjin | 4º lugar            |
| 2017 | Tianjin | 1                   |